# Forteresse de Mont'Alfonso
La forteresse de Mont'Alfonso (en italien : Fortezza di Mont'Alfonso), est une fortification médiévale dans la commune de Castelnuovo di Garfagnana, située dans la province de Lucques en Toscane,.
Elle servait de garnison défensive extrême du duché de Ferrare pour défendre la frontière avec la république de Lucques.

## Historique
Construit entre 1579 et 1586, elle a été conçu par l'ingénieur carpien Marco Antonio Pasi (it). C'était une garnison militaire d'Este aux XVIe et XVIIe siècles et, pendant la période napoléonienne (1805-1814), elle faisait partie du patrimoine de la principauté de Lucques et Piombino.
En 1809, en raison des énormes coûts d'entretien, la forteresse fut vendue et restituée à la maison d'Este en 1814. Au début du XXe siècle, Mont'Alfonso passa entre les mains de particuliers, la famille écossaise Bechelli, le choisit comme résidence d'été, faisant du bâtiment à droite de la Porte Nord, qui abritait la prison du XVIIIe siècle, une véritable villa de style Art nouveau.
Les structures de la forteresse, déjà détériorées au fil du temps, furent encore endommagées par le terrible tremblement de terre qui frappa la Garfagnana en 1920 ; En outre, les bombardements qui frappèrent Castelnuovo en 1944-1945, derrière la « ligne gothique », n'épargnèrent  pas Mont'Alfonso.

## Restauration
En 1980, lorsque la province de Lucques reprit la structure de la famille Bechelli, les experts chargés d'établir le rapport d'estimation parlèrent d'un complexe en très mauvais état, qui atteignait par endroits une ruine complète. Depuis, un impressionnant travail de restauration fut entrepris, considérant la forteresse comme l'un des moteurs de la revitalisation culturelle et économique de la vallée.
La forteresse est devenue  un important centre de recherche et d’enseignement dans le domaine des énergies alternatives. Depuis 2008, c'est également le centre des activités de perfectionnement musical menées par l'École civique de musique de Castelnuovo.